# Foxemys
Foxemys is een geslacht van uitgestorven schildpadden, dat leefde in het Laat-Krijt (85 - 72 miljoen jaar geleden). De fossiele overblijfselen zijn gevonden in Europa (Frankrijk en Hongarije).

## Naamgeving
Foxemys werd in 1998 benoemd door Tong Haiyan, Eugène S. Gaffney en Eric Buffetaut op basis van fossiele resten gevonden in Zuid-Frankrijk bij Fox-Amphoux waarnaar de geslachtsnaam verwijst; emys is 'zoetwaterschildpad' in het Grieks. De soortaanduiding eert Patrick en Annie Mechin als ontdekkers.
Het holotype MD t 10 is gevonden in een laag die dateert uit het Maastrichtien. Het bestaat uit een schild waarin een schedel werd aangetroffen. De paratypen zijn de schedel PAM 51 1A, de onderkaak  PAM 511B, het schild met buikschild PAM 548, het pantser MD t 09 en  de rechterscapuloprecoracoïde MD t 11.
Een tweede oudere soort uit het Santonien is in 2012 benoemd en komt uit de bauxietmijn van Iharkut in Hongarije, Foxemys trabanti. De soortaanduiding verwijst naar de Trabant 601 die het onderzoeksteam inzette als transportmiddel. Het holotype is MTM V2010.86.1, een schedel. Een achttal verder schedels en onderkaken is toegewezen.

## Beschrijving
Het schild van het genoholotype heeft een lengte van zevenveertig centimeter.
Foxemys is vooral bekend van schedel- en pantserfossielen, waarmee we het uiterlijk van het dier kunnen reconstrueren. Het meer dan een halve meter lange pantser van Foxemys was ovaal van vorm en vrij hoog, en leek erg op dat van Polysternon. De schedel was ook bijna identiek: in beide vormen was hij wigvormig, met een vermalend oppervlak naar achteren uitgebreid. De schedel van Foxemys had echter overdwars uitgelijnde knobbels van het kaakgewricht, terwijl die van Polysternon ze in een meer voorwaartse positie bezat.

## Fylogenie
Foxemys wordt beschouwd als een vertegenwoordiger van de bothremydiden, omnivore zoetwaterschildpadden die typisch zijn voor het Krijt. De Franse soort uit het Campanien is Foxemys mechinorum. Fylogenetische analyses uitgevoerd op de Franse exemplaren in 1998 geven aan dat Foxemys nauw verwant zou kunnen zijn aan andere bothremydiden zoals Bothremys, Taphrosphys en Rosasia.